# Udala
Udala es una entidad de población española del municipio de Mondragón, perteneciente a la provincia de Guipúzcoa, en la comunidad autónoma del País Vasco.

## Geografía
El barrio es rural y se encuentra a tres kilómetros del centro urbano, a las faldas de la montaña Udalaitz, convirtiéndose en un punto de partida para las salidas de excursionistas.

## Historia
Hacia mediados del siglo XIX, el lugar, una anteiglesia ya por entonces perteneciente a Mondragón, tenía contabilizada una población de 133 habitantes. Aparece descrito en el decimoquinto volumen del Diccionario geográfico-estadístico-histórico de España y sus posesiones de Ultramar de Pascual Madoz con las siguientes palabras:

UDALA: anteigl. y barrio en la prov. de Guipúzcoa, part. jud. de Vergara, dióc. de Calahorra, térm. de Mondragon (1/2 leg.) sit. á la falda meridional de la famosa peña de su nombre, en suelo elevado y costanero; clima saludable, reina el viento NO. Tiene 17 casas esparcidas en cas.; igl. parr. (San Estéban) servida por un cura beneficiado, de provision del diocesano, previo concurso, y una fuente de aguas muy cristalinas. El térm. confina N. Elorrio (prov. de Vizcaya); E. Mondragon; S. Garagarza, y O. Arrazola (la citada prov.) El terreno es de buena calidad, y gran parte de él lo constituye la deh. que desde jurisd. de Arrazola llega hasta el térm. de Mondragon, poblada de gruesos encinos, robles y hayas. prod.: trigo, maiz, castaña, lino, habas, judias y nabos; cria ganado vacuno, lanar y cabrio; caza de liebres, perdices, zorros y algun jabali en la peña de Udala, donde se crian tambien esquisitas setas y yerbas medicinales. pobl.: 22 vec., 133 alm. riqueza imp.: con Mondragon (V.).
(Madoz, 1849, p. 204)

En 2023, la entidad singular de población tenía empadronados 37 habitantes.

## Patrimonio

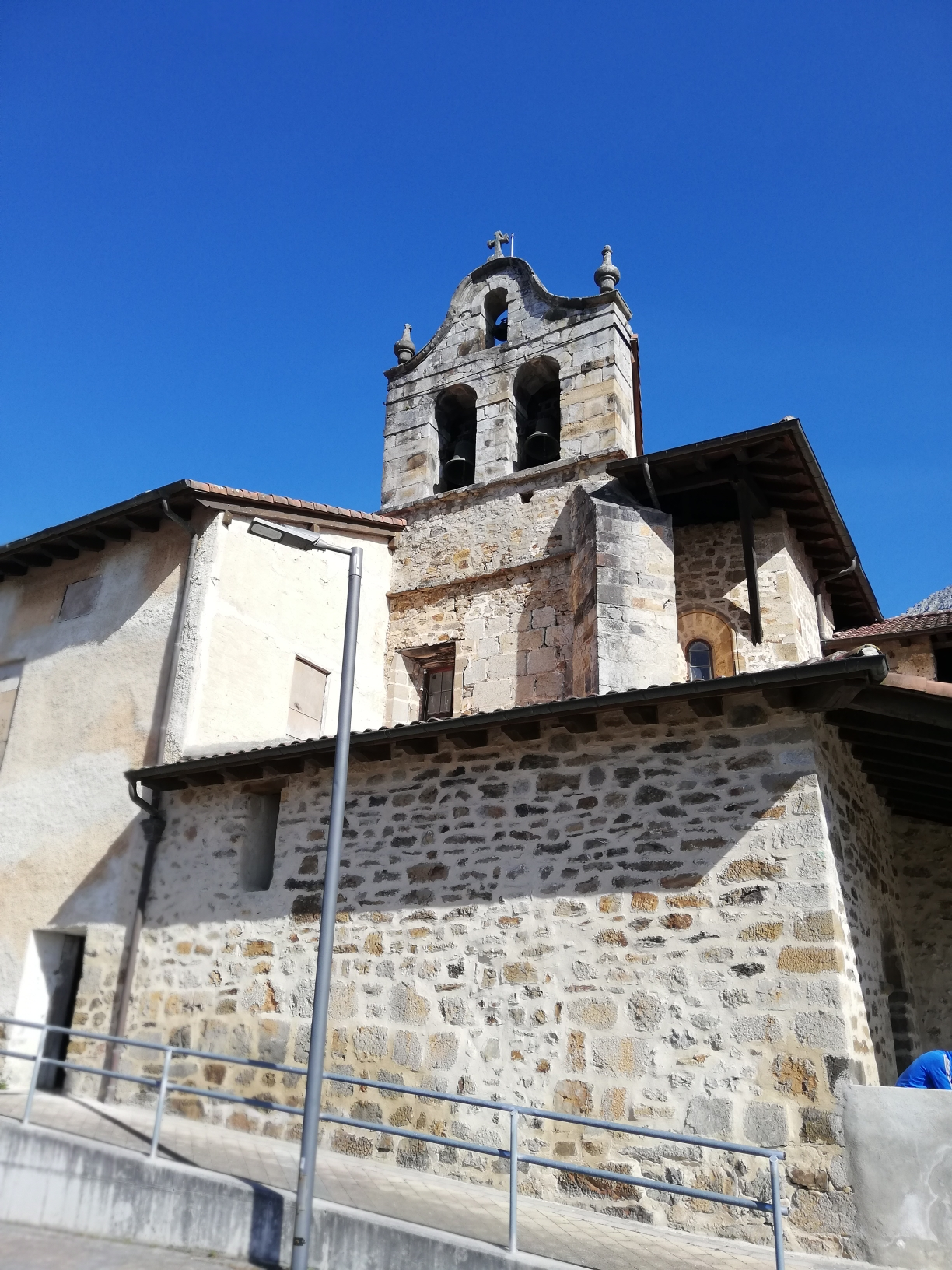
La iglesia de San Esteban

Tiene una iglesia de San Esteban y el palacio de Barrutia, con su correspondiente escudo de armas. En este lugar se inicia un recorrido que lleva hasta la cumbre de Besaide.